# Yoshimura Hirofumi
Yoshimura Hirofumi (吉村 洋文 (Cát Thôn Dương Văn) 17 tháng 5 năm 1975) là một chính trị gia người Nhật Bản, hiện đang là Thống đốc tỉnh Osaka, Nhật Bản từ năm 2019.